# Piotr Gulczyński
Piotr Gulczyński, pseud. Gulczas (ur. 14 maja 1968 w Poznaniu) – polski celebryta, showman, uczestnik reality show Big Brother.

## Życiorys
W 2001 wziął udział w pierwszej polskiej edycji reality show Big Brother. W domu Wielkiego Brata razem z Klaudiuszem Ševkoviciem i Sebastianem Florkiem tworzył trio nazywane Sękocińscy DJ-e. Z programu odpadł po 85 dniach pobytu.
W 2001 napisał książkę Tajemnice domu w Sękocinie, wydaną przez wydawnictwo Vera. Ujawnił w niej m.in. tajniki testów dla kandydatów do pierwszej edycji Big Brother w Polsce. Opisał również system komunikacji, w którym wspólnie z Klaudiuszem Ševkoviciem i Sebastianem Florkiem, bez wiedzy Wielkiego Brata i innych mieszkańców, informowali się wzajemnie o tym, kto kogo nominował. Jednocześnie zapewnił, że nie wykorzystali tego systemu, aby umawiać się w sprawie nominacji.
W 2001 wystąpił w wideoklipie Małgorzaty Ostrowskiej Śmierć dyskotece. Zagrał w filmach Jerzego Gruzy: Gulczas, a jak myślisz... (2001) i Yyyreek!!! Kosmiczna nominacja (2002) oraz Marcina Sobocińskiego Trzymajmy się planu (2004). W 2002 użyczył wizerunku piwom Gulczas i Gulczas Mocny, produkowanym przez Browar Jabłonowo.
W 2004 wziął udział w czwartej edycji reality show Bar. W 2008 wystąpił w Big Brother Vip, specjalnej wersji reality show z udziałem znanych osób.
Z zawodu specjalista do spraw reklamy. Związany z klubem motocyklowym Black Rider MC.

## Życie prywatne
Rozwiedziony, ma syna Igora. Jest szwagrem piosenkarki Małgorzaty Ostrowskiej. W 2009 ożenił się ponownie, a w 2012 urodziła mu się córka.